# 공주 계룡산 중악단
공주 계룡산 중악단(公州 鷄龍山 中嶽壇)은 국가에서 계룡산신에게 제사 지내기 위해 마련한 조선시대의 건축물이다. 충청남도 공주시 신원사 내에 있다. 1973년 12월 24일 충청남도의 유형문화재 제7호로 지정되었다가, 1999년 3월 2일 대한민국의 보물 제1293호로 승격되었다.
1394년(조선 태조 3년)에 창건한 신원사의 산신각이다. 산신은 원래 산하대지의 국토를 수호하는 신이며, 산신제는 민족 정기의 고양과 모든 백성의 합일 및 번영을 기원하던 팔관회를 후에 기우제·산신제라 부르게 된 것이다.
제단의 명칭은 계룡산신 제단이라는 뜻에서 계룡단이라고 하였으나, 고종 때 묘향산과 지리산 산신각을 각각 상악단과 하악단이라 하고 두 산 사이에 있는 계룡산 산신각을 중악단이라 한 것이다. 1651년(효종 2년)에 철거되었다가 1879년(고종 16년)에 명성왕후가 다시 건립하여 오늘에 이르고 있다. 궁궐양식을 그대로 축소하여 만든 건물의 안에는 산신도가 모셔져 있다.
산신제는 예부터 내려온 산악신앙인 바, 현재 상악단과 하악단은 소실되었고 이 제단만 유일하게 남아 있다.

## 개요
중악단은 국가에서 계룡산신에게 제사 지내기 위해 마련한 조선시대의 건축물이다. 계룡산은 예로부터 신령스러운 산으로 여겨져 왔으며, 신라 때 5악의 하나로 제사를 지냈다. 조선시대에는 북쪽의 묘향산을 상악으로, 남쪽의 지리산을 하악으로, 중앙의 계룡산을 중악으로 하여 단을 모시고 산신에게 제사를 지냈다. 무학대사의 꿈에 산신이 나타났다는 말을 듣고 태조 3년(1394)에 처음 제사를 지냈다고 전하며, 효종 2년(1651)에 제단이 폐지되었다. 그 후 고종 16년(1879)에 명성황후의 명으로 다시 짓고 중악단이라 하였다.
구릉지에 동북·서남을 중심축으로 하여 대문간채, 중문간채, 중악단을 일직선상에 대칭으로 배치하고 둘레에는 담장을 둘렀다. 건물배치와 공간구성에 단묘(壇廟)건축의 격식과 기법을 엄격히 적용하고 있다. 중악단의 현판은 조선 후기 문신 이중하(1846∼1917)가 쓴 것이라고 한다. 내부 중앙 뒤쪽에 단을 마련하고, 단 위에 나무상자를 설치하여 그 안에 계룡산신의 신위와 영정을 모셔 두었다.
1.5m의 높은 돌기단 위에 앞면 3칸·옆면 3칸의 규모에 지붕은 옆면에서 볼 때 여덟 팔(八)자 모양을 한 팔작지붕이다. 지붕 처마를 받치기 위해 장식하여 짜은 구조가 기둥 위와 기둥 사이에도 있는 다포 양식인데, 조선 후기의 특징적인 수법으로 조각·장식하여 화려하고 위엄있게 하였다. 또한 각 지붕 위에는 각각 7개씩 조각상을 배치하여 궁궐의 전각이나 문루 또는 도성의 문루에서 사용하던 기법을 쓴 점도 특이하다.
조선시대 상악단과 하악단은 없어져서 그 유적 내용을 알 수 없으나, 중악단이 잘 보존되어 있어 나라에서 산신에게 제사지냈던 유일한 유적으로 역사적 의미가 있다.

## 같이 보기
- 신원사

## 참고 문헌
- 《충청남도지정문화재해설집》, 충청남도, 2001년

- 공주 계룡산 중악단 - 국가유산청 국가유산포털